# 자유 무역 협정

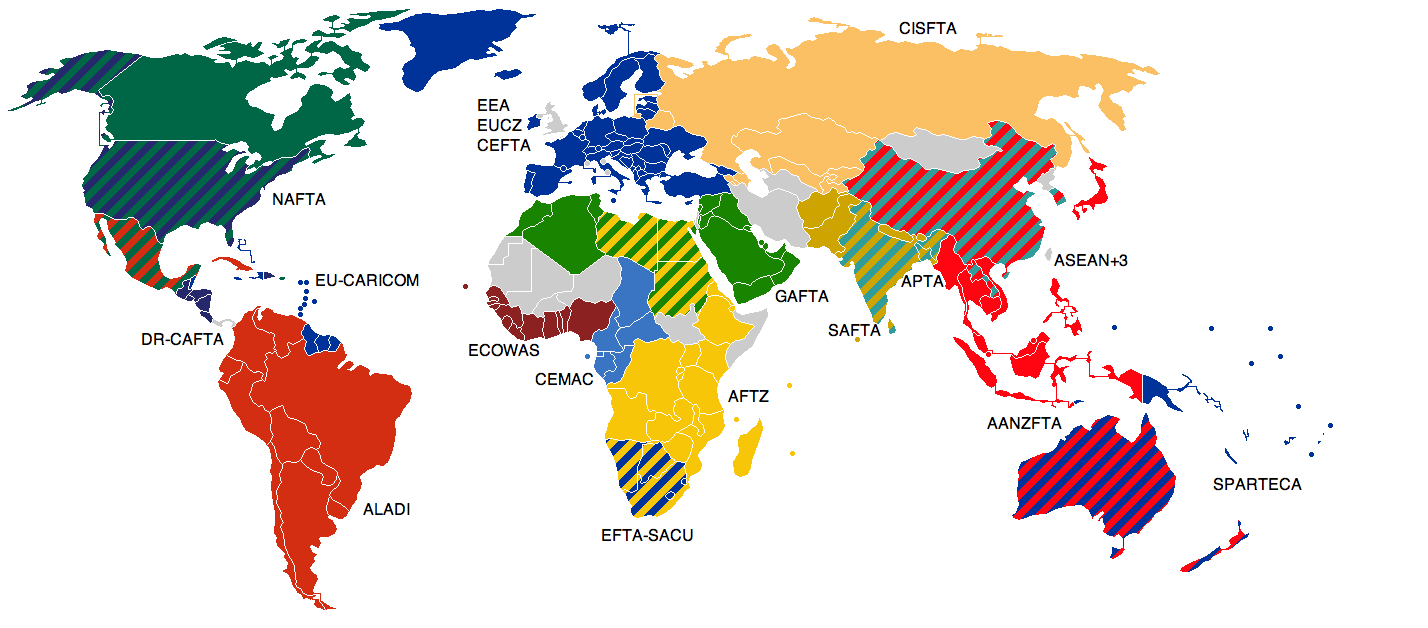
자유 무역 협정의 동향

자유 무역 협정(自由貿易協定) 또는 FTA(영어: Free Trade Agreement)는 둘 또는 그 이상의 나라들이 상호간에 수출입 관세와 시장점유율 제한 등의 무역 장벽을 제거하기로 약정하는 조약이다. 이것은 국가간의 자유로운 무역을 위해 무역 장벽, 즉 관세 등의 여러 보호 장벽을 철폐하는 것으로 경제 통합의 두 번째 단계이다. 이로써 좀 더 자유로운 상품거래와 교류가 가능하다는 장점이 있으나 자국의 취약산업 등의 붕괴 우려 및 많은 자본을 보유한 국가가 상대 나라의 문화에까지 좌지우지 한다는 점에서 논란이 많다. 상호간에 관세는 폐지하지만 협정국 외의 다른 나라에 대한 관세를 동일하게 설정할 필요는 없는 것이 관세 동맹과의 차이점이다. 서로 좋은 물건을 저렴한 비용으로 각 나라의 다른 물건을 살 수 있다.

## 경제 통합의 종류
- 경제 통합의 종류와 포괄 범위[1]

모든 공동 시장과 경제 통화 동맹은 또한 관세 동맹을 갖는다.
| 회원국간 무역 특혜                                                  | 역내 관세 철폐 | 역외 공동관세 부과 | 역내 생산요소 자유이동 보장 | 역내 공동경제정책 수행 | 초국가적 기구 설치·운영 |
| ------------------------------------------------------------------- | -------------- | ------------------ | --------------------------- | ---------------------- | ----------------------- |
| 특혜 무역 협정 (Preferential trading arrangement)                   |                |                    |                             |                        |                         |
| 자유 무역 협정 (Free trade agreement) (NAFTA, EFTA 등)              |                |                    |                             |                        |                         |
| 관세 동맹 (Custom union) (베네룩스 관세 동맹)                       |                |                    |                             |                        |                         |
| 공동 시장 (Common market) (EEC, CACM, CCM, ANCOM 등)                |                |                    |                             |                        |                         |
| 완전한 경제 통합 (Economic union) (마스트리히트 조약 발효이후의 EU) |                |                    |                             |                        |                         |

## 대륙별 현황
자유무역협정과 대비되는 지역무역협정도 활발하게 체결되고 있다.

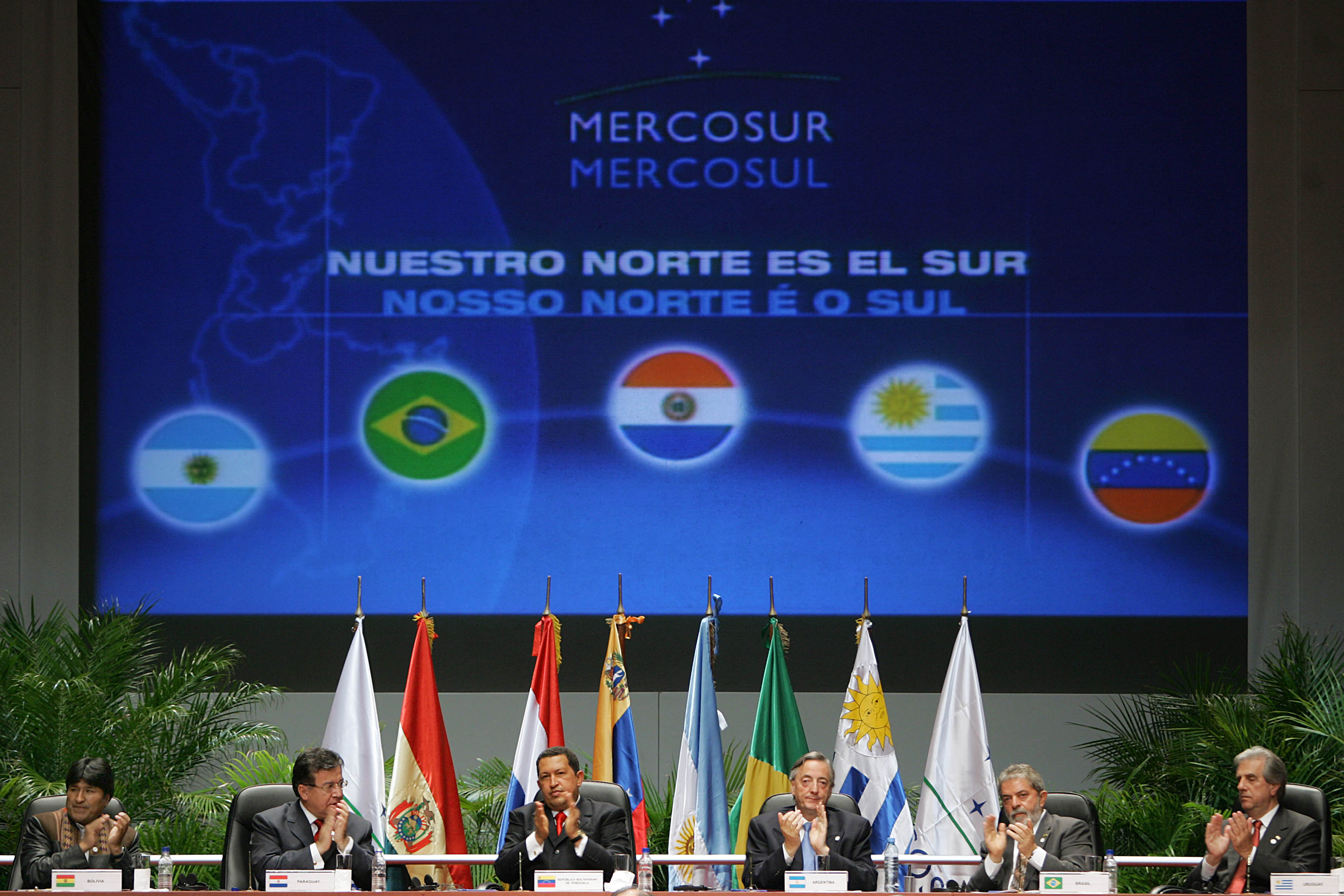
메르코수르는 중남아메리카 국가들 간의 자유 무역 지대의 대표적인 예시이다.

### 남아메리카
메르코수르가 남아메리카 국가들 간 체결되었다.

### 중앙아메리카
중미공동시장이 운영되고 있다.

### 북아메리카
기존 북미자유무역협정이 미국-캐나다-멕시코 협정이 새로이 미국과 캐나다, 그리고 멕시코 간 체결되었다.

### 아프리카
아프리카대륙자유무역협정이 아프리카 국가들 간 체결되었다.

### 아시아
동남아시아 국가들 간 아세안 자유 무역 지대가 발표되었다.

## 나라별 현황

### 대한민국
대한민국은 현재 칠레, 싱가포르, 유럽 자유 무역 연합(EFTA)과 FTA협약을 맺었으며, 미국과는 2007년 4월 2일 협약을 체결했다. 태국을 제외한 동남아시아 국가연합(ASEAN)과도 협상을 마무리 지었다. 한편 그 밖에도, 한국은 인도, 콜롬비아 등과도 2010년대 협상을 타결하였다.  일본, 멕시코, 캐나다와 현재 협상 및 체결 준비중이다. 2007년 5월에는 유럽 연합과 협상을 시작하여 2010년 체결되었다. 중화인민공화국과의 FTA도 추진을 준비하고 있다. 2010년 12월 3일 밤(한국 시간) 한미 FTA 추가협상이 사실상 타결 됐다. 김종훈 통상교섭본부장과 론 커크 무역대표부 대표는 최종 협상을 거쳐 합의를 도출했다. 양측은 이번 회의에서 자동차 등 제한된 분야에서 실질적 결과를 거뒀다고 밝혔다.
우리나라는 미국으로 수출되는 한국산 모든 승용차의 관세 철폐 시기를 늦추는 등 자동차 관련 분야에서 미국 측 요구를 일부 수용했다. 대신 미국산 돼지고기 등 일부 농축산물의 관세 철폐 시기를 늦추는 성과를 얻었으며 중소기업과 농민에게 도움이 될 자동차 부품, 돼지고기, 제약 분야에서 얻는게 많아 졌다.
협정문 원안에 따르면 3천cc 이하 한국산 승용차에 대해서는 즉각 관세를 철폐하고, 이를 초과하는 승용차는 3년 내에 철폐하기로 했지만 이를 수정하자는 미국 요구를 받아들였다. 또 자동차 세이프가드는 두 나라 모두 적용하기로 합의한 것으로 알려졌다.
김 교섭본부장은 "양국이 윈-윈 하는 협상이 되도록 최대한 노력했으며 쇠고기는 전혀 논의되지 않았다"고 설명했다.
한-EU FTA 비준동의안이 5월5일 국회 본회의를 통과하여 7월1일 발효한다. 이로써 향후 10년간 한국의 국내총생산 즉 GDP가 약 8조원, 일자리 25만개가 늘어날 것으로 전망된다. 유럽산 제품의 수입가격이 낮아져 소비자에게 혜택이 돌아가고 물가를 낮추는 효과도 있다. 한국은 2011년 5월 현재 45개국과 체결한 FTA 8건중 43개국과의 6건이 발효되고 이제 한미, 한-페루 FTA 비준만 남았다.
예정대로 7월 1일 한-EU FTA가 발효되면, 세계 2위 규모의 유럽 시장이 활짝 열린다. 한국과 유럽을 오가는 거의 모든 상품·서비스에 대한 관세가 5년 내에 철폐된다. 먼저 소비자들은 유럽의 자동차, 명품, 고급 와인, 치즈, 돼지고기, 쇠고기 등 다양한 유럽산 상품을 지금보다 저렴하게 살 수 있을 것으로 보인다. 1500cc 중대형 승용차는 3년 내에, 소형차는 5년 내에 8%의 관세가 사라진다. 프랑스·이탈리아 등 유럽산 고급 와인에 붙는 15%의 관세는 발효 즉시 사라지고 치즈에 부과되는 36%의 관세는 10~15년 내에 단계적으로 사라진다. 돼지고기와 쇠고기, 닭고기 등 농축산물에 붙는 20% 안팎의 관세도 10~15년 내에 사라진다. 반면 농축수산물 분야는 개방의 파고로 타격을 입을 가능성이 크다. 이번 FTA 협상 때 한국 정부는 그 피해를 최소화하기 위해 유럽의 농축수산물에 대한 관세 철폐 기간을 10~20년으로 최대한 늦췄다. 쌀은 개방대상에서 제외됐다. 2011년 11월 23일에 국회 본회의를 통과하였다.

### 미국
미국은 북미자유무역협정을 비롯하여 전 세계의 다양한 국가들과 자유 무역 협정을 체결하였다.

### 영국
영국은 브렉시트 이후 35개 국가들과 자유 무역 협정을 맺었으며, 대한민국도 그 중 하나이다.

### 유럽연합
전세계적으로 가장 많은 자유 무역 협정을 체결하고 있으며, 이는 46개국과 체결한 것이다.

### 일본
일본은 절대 자유 무역 협정을 체결하지 않는다.

## 같이 보기
- 무역
- 북미 자유 무역 협정(NAFTA)
- 자유 무역 논쟁
- 포괄적 경제동반자협정(CEPA)
- 한미 자유 무역 협정
- 관세 무역 일반 협정
- 우루과이 라운드

## 참고
- 대한민국 공식 FTA 웹사이트